# No Meio da Rua (canção)
"No Meio da Rua" é uma canção de Kid Abelha e os Abóboras Selvagens (hoje conhecido apenas como Kid Abelha) lançada como o terceiro single do álbum Tomate em 1987. É uma das músicas mais bem lembradas do álbum e está presente em várias coletâneas da banda, especialmente a Greatest Hits 80's, de 1990.

## Histórico
A canção foi gravada entre março e maio de 1987 no estúdio Nas Nuvens, no Rio de Janeiro, e mixada em Londres. O grupo, em entrevista ao jornal Folha de S.Paulo, diz que as canções do disco, por este ter sido produzido mais pela banda com o apoio de Paulo Junqueiro, "não tinha muito aquela mão do Liminha de perfeição" e que os integrantes do grupo tiveram que "aprender a fazer", restando "as formas de algumas músicas [...] muito caóticas, sem aquela forma normal de música pop".
Quando lançada, a canção sofreu críticas, como todo o álbum Tomate. O crítico Thales de Menezes, do jornal Folha de S.Paulo, considera que o álbum é inferior aos álbuns anteriores, mas cita "No Meio da Rua" como uma das canções que lembram a sonoridade anterior. Ainda assim, critica a letra, chamando seus versos de "débeis".
Devido ao sucesso, o grupo foi convidado a interpretá-la no episódio 223 do programa de sucessos musicais Globo de Ouro, da Rede Globo, gravado em 15 de outubro de 1987 e exibido no dia 18 de outubro.
Em concerto histórico no dia 23 de janeiro de 1988, no ginásio do Maracanãzinho, ante mais de vinte mil pessoas, durante a interpretação de "No Meio da Rua", a roupa de Paula Toller foi levantada pelo vento e sua calcinha apareceu. A cantora continuou cantando como se nada houvesse acontecido.

## Lista de faixas
Todas as faixas escritas e compostas por George Israel e Paula Toller. 
| Single 12" (WEA 1143 - Promo nº 43/1987) |                           |         |  |
| N.º                                      | Título                    | Duração |  |
| 1.                                       | "No Meio da Rua" (33 RPM) | 3:43    |  |
| 2.                                       | "No Meio da Rua" (45 RPM) | 3:43    |  |
| Duração total:                           | Duração total:            | 7:26    |  |

## Ficha técnica
Fonte:
- Paula Toller — vocal, vocal de apoio
- George Israel — sax
- Bruno Fortunato — guitarra
- Claudinho Infante — bateria
- Nilo Romero — baixo
- Liminha — violão e guitarra
- Engenharia de áudio: Paulo Junqueiro
- Produção: Liminha, Paulo Junqueiro